# همه‌سخت‌پوستان
همه‌سخت‌پوستان (نام علمی: Pancrustacea) نام یک زیرشاخه از زیرشاخه تک‌انشعابی‌ها است.